# 빌바인
빌바인은 애니메이션 "성전사 단바인"에 등장하는 가공의 병기, 오라 배틀러의 일종이다.

## 기체해설
단바인을 참고로 나 나라가 개발한 신형 가변식 오라 배틀러로서, 인간형으로부터, 새를 연상시키는 실루엣의 윙 캘리버로 변형하는 것에 의해 싸움터까지 고속으로 이동할 수 있다. 실제로 윙 캘리버로서, 상부에 오라 배틀러를 탑재하는 것도 가능. 기동력과 강력한 파워를 겸비한 최강의 오라 배틀러이지만, 오라 계수가 1이하인 것에서, 오라증폭기는 미탑재라고 추측된다. (혹은, 한계 오라력이 있는 것 때문에, 오라증폭기가 있음에도 다양한 요구 조건을 무리하게 한 기체에 집어넣은 결과 기체 효율이 낮은 것으로 추측된다) 그 때문에, 그 성능을 최대한 발휘하기 위해서는, 조종자가 강력한 오라력의 소유자일 것이 요구된다.
프로그램 후반의 주역기로, 쇼 자마가 나 나라의 여왕 실라 라파나로부터 받고, 단바인에서 갈아타 애기로 했다. 당초는 빨강/흰색의 기체색 (제29화∼제46화)을 하고 있었지만, 최종 결전 직전 (제47화∼최종화)에 해상전이기도 하고 적의 눈을 현혹하기 위해서 파랑 계통의 로 비지빌리티 색 (미채색혹은 야간 미채색)으로 다시 칠해졌다. 무장으로 오라 소드 1개, 등에 대형 2연장 오라 캐넌, 팔 부분에 2연장 사출식 와이어 클로를 장비한다.
휴대화기로서 오라 샷과 에너지 칼을 형성하는 총검을 조합시킨 신병기 오라 소드 라이플을 장비하고 있다 (타 작품에서 오라 드도 라이플과 닮은 설계 사상의 무장으로서는, 같은 토미노 요시유키 작의 "기동전사 Z건담"에서 Z건담이 휴대하는 빔 라이플을 사용한 롱 빔사벨이 존재한다).
"전격 하비 매거진"에 게재된 '오라 배틀러 구조학'에 의하면, 다리 부분 보조 고체 로켓에 관해서는, "성전사 단바인"과 마찬가지로 바이스톤 웰을 무대로 한 소설 "린의 날개"의 주인공인 사코미즈 신지로가 대일본제국군의 자살공격대원으로서 탑승했던 오우카의 로켓을 참고로 하고 있다라고 한다. 이 부위는 지상으로 나가고 나서 지상제의 부품으로 치환된 부품도 많은 모양이다.
최종회에서는 흑기사의 갈라바과 일대일 승부가 되어, 오른팔과 왼발을 잃어버린 후 지근 거리 사격을 정면으로 받아서 상반신 자체가 소실되어 버린다. 그 후, 실라가 정화를 했을 때, 폭발.
플레이 스테이션 게임 "성전사 단바인 성전사 전설"의 로 루트에서는, 빨강/흰색 기체와 파랑 계통의 로 비지빌리티 색 기체의 2체가 동시에 존재한다.

## 기타
디자인은 제반 사정에 의해, 동 작품의 캐릭터 디자인 겸 치프 애니메이터인 코가와 토모노리가 담당. 첫 시안은 단바인의 계통을 이어받으면서 가워크형태로 변형하는 디자인이었지만, 스폰서의 의향에 의해 각하되었다. 장난감 판매를 가장 중시하는 스폰서의 의향을 반영한 최종 디자인 및 변형 기믹은, 그때까지 미야타케 카즈타카, 이즈부치 유타카가 구축해 왔던 오라 머신의 디자인과는 다른 장난감 같은 느낌이며, 컬러링도 정의의 영웅 메카닉이라는 인상을 부각시킨 화려한 것이기 때문에, 좋든 나쁘든 특별한 존재가 되었다. 한편, 첫 시안 디자인의 빌바인은 '성전사 단바인 노스탤지어' (소프트뱅크 크리에이티브)의 표지에서 확인할 수 있다.
이름의 유래는, 이야기 후반의 스토리를 빌드하는 (= BUILD, 영어로 구축하는 것을 의미) 단바인이라는 의미가 담겨 있다. 프로그램 타이틀이 되는 머신을 중반에 다른 것으로 교체한다는 시도는, 토미노의 전작 "전투메카 자붕글"에서 이미 행하여지고 있었지만, 본 작의 빌바인에 있어서는 '새로운 플라모델판매 때문에, 스폰서의 의향으로 무리하게 만들게 되었다, 하다 못해 시작할때라도 말해 주었다면 더 좋은 빌바인을 준비할 수 있었다'라고 이야기 하고 있다. 이후에 이즈부치 유타카는 "오라판타즘"에서 이것을 리파인한 '벨빈' 이란 디자인을 발표하고 있다. 이쪽은 비변형 타입의 오라 배틀러로서, 빌바인에게 있었던 기계적인 의장이 억제되어 있는 것이 특징이다. 무엇보다, 그 이전에 이즈부치는 빌바인을 매시브하게 마이너 체인지한 화고를 토미노에게 제시하고 있고, 이것이라면 세계관을 바꾸지 않고 등장시킬수 있을거라고 계획했지만, 달성할 수 없었던 경력도 있다.
빌바인이 등장하는 제29화 이후의 오프닝은, 단바인도 등장하지만, 빌바인을 주로 한 것으로 변경되고 있다.
앞서 설명한 "성전사 단바인 성전사 전설"에서는 양산화한 빌바인인 젤바인이 등장한다.
외견이나 장비는 거의 동일하지만, 컬러링은 빌바인과는 달리 파랑.
또, 젤바인은 윙 캘리버로의 변형 기능이 생략되어 있고, 다리 부분은 단바인을 생물적인 것이 되어 있다.
게임 본편에는 미등장이지만, 같은 기체로 발바인이 있다.

## 같이 보기
- 오라 머신 목록